# Peder Jensen (Galen)
Peder Jensen (Galen), död 16 april 1355, var ärkebiskop i Lunds stift 1334-1355. Han var son till riddaren Jens Nielsen (Galen), på Näsbyholms slott i Skåne. Han blev kanik i Lund 1329 och var dekan i domkapitlet. Han valdes till ärkebiskop 1334 efter Karl Eriksens död. I Avignon vigde påven honom 1336 till ärkebiskop. Han var delaktig vid freden i Varberg 1343, när bland annat Skåne formellt överlämnades till Sverige. Efter att ha genomlevt digerdöden avled han 1355 och begravdes i Lunds domkyrka.